# Floriane Pugin
Floriane Pugin (17 april 1989) is een mountainbikester uit Frankrijk.
In 2010 en 2011 werd Pugin tweede in de wereldbeker mountainbike.
Op de Wereldkampioenschappen mountainbike 2013 werd ze 9e op het onderdeel Downhill. Dat jaar werd ze ook nationaal kampioene op dat onderdeel.